# Claudi Martínez i Imbert
Claudi Martínez i Imbert (* 1845 in Barcelona; † 1919 ebenda) war ein katalanischer Komponist, Pianist und Musikpädagoge.

## Leben und Werk
Martínez trat bereits als Kind in die Escolania de la Mercè de Barcelona ein, die von dem Komponisten Bernat Calvó Puig geleitet wurde. Er war dann Musikschüler von Bernat Calvó und studierte Klavier bei Pere Tintorer.
Er erwarb sich schnell als Pianist und Klavierpädagoge einen Namen. Er begleitete bei Konzerten in Barcelona die Violinisten Pablo Sarasate und Jesús Monasterio (1836–1903).
1872 gründete er gemeinsam mit den beiden Brüdern Cosme und Josep Ribera die Societat de Quartets de Barcelona, die erste Musikorganisation, die regelmäßig Kammermusik in Barcelona aufführte. Darüber hinaus war er Gründungsmitglied der Associació Musical de Barcelona (Musikverein von Barcelona) und der Societat Catalana de Concerts. (Katalanische Konzertvereinigung) Er war Leiter der katalanischen Sektion der Sociedad Artística de Socorros Mutuos. 1901 gehörte er zu den Mitbegründern der Barceloneser Associació Wagneriana (Richard Wagner Verein).
Als Komponist schrieb Martínez ein Trio für Klavier, Violine und Violoncello (1869), das Chorwerk La Primavera (1888, Der Frühling) sowie diverse Kammer- und Kirchenmusik. Er wurde mehrfach für seine Werke ausgezeichnet. Das Chorwerk La Primavera wurde auf der Weltausstellung von 1888 in Barcelona aufgeführt.
Martínez war einer der Musiker, die den Orfeó Català in seiner Anfangszeit unterstützten.